# 251-ша піхотна дивізія (Третій Рейх)
251-ша піхотна дивізія (Третій Рейх) (нім. 251. Infanterie-Division) — піхотна дивізія Вермахту за часів Другої світової війни. У березні 1945 після розгрому біля Данцига рештки дивізії переформовані на піхотну дивізію «Фрідріх Людвіг Ян».

## Історія
251-ша піхотна дивізія сформована 26 серпня 1939 під час 4-ї хвилі мобілізації в Ганау в IX-му військовому окрузі (нім. Wehrkreis IX).

## Райони бойових дій
- Німеччина (вересень 1939 — травень 1940);
- Бельгія, Франція (травень 1940 — квітень 1941);
- Німеччина (Східна Пруссія) (квітень — червень 1941);
- СРСР (північний напрямок) (червень — серпень 1941);
- СРСР (центральний напрямок) (серпень 1941 — листопад 1943);
- Польща (вересень 1944 — березень 1945).

## Командування

### Командири
1-ше формування
- генерал-лейтенант Ганс Крацерт (нім. Hans Kratzert) (26 серпня 1939 — 6 серпня 1941);
- генерал-лейтенант Карл Бурдах (нім. Karl Burdach) (6 серпня 1941 — 10 березня 1943);
- генерал артилерії Максиміліан Фельцманн (нім. Maximilian Felzmann) (10 березня — 15 листопада 1943);

2-ге формування
- генерал-лейтенант Вернер Гойке (нім. Werner Heucke) (16 жовтня 1944 — березень 1945).